# Анфилада (военная наука)
Анфила́да (фр. Enfilade от enfiler — в буквальном значении: «нанизывать на нитку») — устаревший военный термин, который обозначает продольный обстрел противника, когда выстрелы направлены параллельно его фронту (стороне строя, к которой военнослужащие обращены лицом).

## История
Развитием Вобановского «рикошетного и настильно-рикошетного выстрела», то есть стрельбы по направлению фаса укрепления с целью подбития орудий, расположенных рядом, явился анфиладный огонь, или продольный.
Анфиладной стрельбой называют ведение огня вдоль линии расположения противника так, что его позиции обстреливаются продольно. Для такой стрельбы строятся анфилирующие фланки в крепостных фасах (фаса укрепления), особенно для обороны рвов, осаждающий же устраивает анфиладные батареи.
Защитой против анфиладного огня служат траверсы на крепостных верках и батареях.
Анфиладная стрельба имеет немалое значение и для полевого боя, так как она наносит противнику значительно большие потери, чем при фронтальной стрельбе (пуля, выпущенная в цель, в случае промаха или контакта по касательной, продолжает своё движение вдоль неприятельского строя, до тех пор, пока не поразит кого-то из врагов; вероятность промаха при этом сводится к минимуму) и неблагоприятно действует на его боевой дух.